# Trombudo Central
Trombudo Central é um município brasileiro do Estado de Santa Catarina.

## História
Uma das primeiras referências ao nome Trombudo datam de 5 de maio de 1791. Naquela data o capitão-mor de Lages remeteu ao governador de São Paulo o “auto de demarcação,  em 30 de abril, no novo caminho, que da Villa de Lages vai para Santa Catarina, do lugar Serra do Trombudo até onde chegava o limite da Capitania de São Paulo; demarcação a que assistiu um agente por parte de Santa Catarina.". O nome Trombudo Central é devido a o encontro entre o rio braço do trombudo e o rio trombudo alto, que formam um desenho similar a uma tromba. 
Seu primeiro prefeito eleito foi Heinz Schroeder.

## Geografia
Localiza-se a uma latitude 27º17'57" sul e a uma longitude 49º47'25" oeste, estando a uma altitude de 350 metros. Sua população estimada em 2010 era de 6 554 habitantes. Seus habitantes são descendentes de alemães e italianos (as culturas mais predominantes na cidade), e esta colonização é vista nas arquiteturas das casas e na estrutura do município que lembra os vilarejos europeus. Sobretudo porque as famílias tem parentescos em comum, vindo de genealogias de mesma etnia, o que faz com que a cidade tenha essa característica das cidades alemãs.